# Birsfelden

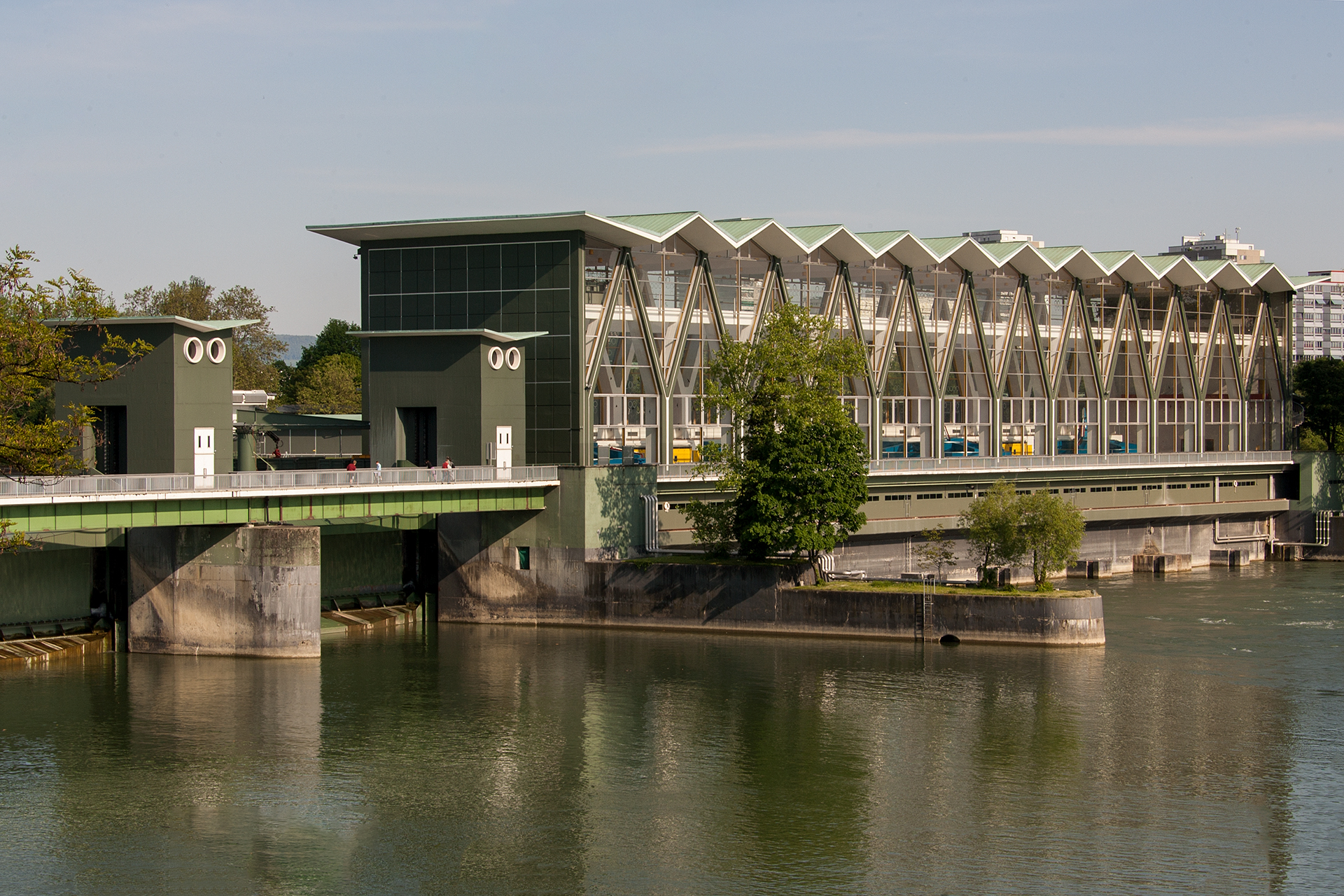
Central hidroeléctrica de Birsfelden

Birsfelden es una comuna suiza situada en el distrito de Arlesheim, en el cantón de Basilea-Campiña. Tiene una población estimada, a fines de 2022, de 10 264 habitantes.

## Historia
Los hallazgos arqueológicos indican que hubo asentamientos locales aislados ya en la Edad del Bronce, hace unos 3000 años. Otros restos también proporcionan evidencia de la presencia romana hace unos 2000 años. Hasta la Alta Edad Media probablemente solo había unas pocas granjas individuales en lo que hoy es el territorio comunal.
En la era de la industrialización la población creció constantemente a lo largo de la carretera, sobre la cual se aplicaban derechos de aduana desde la separación de los cantones en 1833.
En 1875 la actual comuna fue separada de Muttenz mediante un referéndum cantonal.
En 1887 se discutió su incorporación a Basilea, pero la localidad siguió siendo una comunidad fronteriza con dicha ciudad y construyó de forma independiente una moderna infraestructura.
En 1950 se construyó la central eléctrica de Birsfelden y se realizaron obras de ampliación del puerto de la ciudad sobre el Rin.
A partir de 1958 se construyeron varios edificios de gran altura, con lo que cambió la identidad de la localidad para siempre.